# Centro Internacional de Convenciones Patna
El Centro Internacional de Convenciones Patna es un centro de convenciones en Patna, Bihar, en la India, construido con un presupuesto estimado de 490 millones de rupias.  La primera piedra del centro fue puesta por Nitish Kumar, el ministro jefe de Bihar, el 8 de febrero de 2014. Alrededor de 16.500 toneladas métricas de hierro se utilizan en su construcción, lo que equivale a más que el volumen de acero utilizado en la creación de la Torre Eiffel o el aeropuerto internacional Indira Gandhi, en Nueva Delhi. La capacidad del auditorio principal será de alrededor de 5000 personas y se espera que el centro esté terminado para el año 2015, contando con varias salas de diferente capacidad, salón de banquetes y área de servicio. 